# Yermenonville
Yermenonville – miejscowość i gmina we Francji, w Regionie Centralnym, w departamencie Eure-et-Loir.
Według danych na rok 1990 gminę zamieszkiwały 492 osoby, a gęstość zaludnienia wynosiła 98 osób/km² (wśród 1842 gmin Regionu Centralnego Yermenonville plasuje się na 688. miejscu pod względem liczby ludności, natomiast pod względem powierzchni na miejscu 1364.).